# تئو بونگوندا
تئو بونگوندا (انگلیسی: Théo Bongonda؛ زادهٔ ۲۰ نوامبر ۱۹۹۵) بازیکن فوتبال اهل بلژیک است که در پست وینگر چپ برای باشگاه کادیس در لا لیگا بازی می‌کند.
وی همچنین در تیم‌های ملی فوتبال زیر ۱۹ سال بلژیک، زیر ۲۱ سال بلژیک، و جمهوری دموکراتیک کنگو بازی کرده‌است.